# Amatitán (Jalisco)
Amatitán es una localidad del estado mexicano de Jalisco. Es cabecera del municipio de Amatitán.

## Toponimia
El nombre «Amatitán» proviene de los términos en náhuatl: amatl, árbol de amate; titlan, entre. Su significado es «lugar entre los árboles de amate».

## Demografía
| Gráfica de evolución demográfica |
|                                  |

| Censo | Población |
| ----- | --------- |
| 1900  | 2 230     |
| 1910  | 2 071     |
| 1921  | 2 439     |
| 1930  | 2 310     |
| 1940  | 2 201     |
| 1950  | 2 855     |
| 1960  | 3 268     |
| 1970  | 5 050     |
| 1980  | 5 835     |
| 1990  | 6 777     |
| 2000  | 9 303     |
| 2010  | 11 006    |
| 2020  | 12 180    |